# شمیدفلد (لایشتتال)
شمیدفلد (به آلمانی: Schmiedefeld) یک شهر در آلمان است که در زارفلد-رودلشتات واقع شده‌است. شمیدفلد ۱٬۱۲۲ نفر جمعیت دارد.